# Víctor Abelenda
Víctor Javier Abelenda Rodríguez (Montevideo, 25 de mayo de 1975) es un exfutbolista, coordinador de ligas menores y entrenador uruguayo. Jugaba como delantero y militó en clubes de su natal Uruguay y Costa Rica. Actualmente es asistente técnico del Real Estelí FC.

## Trayectoria
Debutó en 1994 con el Club Atlético Rentistas.
Luego pasó a las filas de Salus Football Club, de la Primera B. En 2001 se trasladó a Costa Rica donde militó en el Municipal Liberia, Santos de Guápiles y San Carlos.

## Clubes

### Como jugador
| Club                    | País       | Año         |
| ----------------------- | ---------- | ----------- |
| Club Atlético Rentistas | Uruguay    | 1994 - 1995 |
| Salus Football Club     | Uruguay    | 1998 - 1999 |
| San Carlos              | Costa Rica | 2001 - 2003 |
| Santos de Guápiles      | Costa Rica | 2003 - 2004 |
| Municipal Liberia       | Costa Rica | 2004 - 2005 |
| San Carlos              | Costa Rica | 2005 - 2010 |

### cómo asistente
| Club                                      | País       | Año         |
| ----------------------------------------- | ---------- | ----------- |
| Municipal Pérez Zeledón                   | Costa Rica | 2014        |
| AS Puma Generaleña                        | Costa Rica | 2015        |
| Municipal Pérez Zeledón                   | Costa Rica | 2015        |
| Belén Fútbol Club                         | Costa Rica | 2016 - 2017 |
| Municipal Liberia                         | Costa Rica | 2017        |
| Municipal Liberia                         | Costa Rica | 2018        |
| Puntarenas Fútbol Club                    | Costa Rica | 2018        |
| Municipal Liberia                         | Costa Rica | 2018        |
| Club Sport Cartaginés                     | Costa Rica | 2019        |
| San Carlos                                | Costa Rica | 2020        |
| Asociación Deportiva y Recreativa Jicaral | Costa Rica | 2021        |
| San Carlos                                | Costa Rica | 2021-2022   |
| Municipal Pérez Zeledón                   | Costa Rica | 2024        |
| Deportivo Saprissa                        | Costa Rica | 2024 - 2025 |
| Real Estelí FC                            | Nicaragua  | 2025 - act. |

### cómo entrenador
| Club                               | País       | Año         |
| ---------------------------------- | ---------- | ----------- |
| Municipal Pérez Zeledón (interino) | Costa Rica | 2014        |
| Municipal Liberia (interino)       | Costa Rica | 2017        |
| Municipal Liberia                  | Costa Rica | 2018        |
| San Carlos (interino)              | Costa Rica | 2020        |
| San Carlos (interino)              | Costa Rica | 2021        |
| San Carlos (interino)              | Costa Rica | 2022        |
| San Carlos                         | Costa Rica | 2022 - 2023 |
| Municipal Pérez Zeledón (interino) | Costa Rica | 2024        |

### cómo coordinador de ligas menores
| Club                                      | País       | Año         |
| ----------------------------------------- | ---------- | ----------- |
| Municipal Liberia                         | Costa Rica | 2018        |
| Asociación Deportiva y Recreativa Jicaral | Costa Rica | 2020        |
| Municipal Pérez Zeledón                   | Costa Rica | 2023 - 2024 |
| San Carlos                                | Costa Rica | 2024        |